# Министр
О дипломатической должности с таким названием см. статью Полномочный министр.
Мини́стр — назначаемая или выборная должность и лицо назначенное на неё, член правительства государства,  федерации (тогда Федеральный министр, например Министр сельского хозяйства России) или государства члена федерации (тогда Министр субъекта, например Министр сельского хозяйства Удмуртии), обычно — глава (начальник) какого-либо министерства, в государстве или союзе государств (например СССР, например Совет министров СССР), отвечающий за конкретную отрасль хозяйствования (хозяйство).
В других источниках указано что Мини́стр (м. лат. служитель) ближайший при верховной правительственной власти высший начальник какой-либо части или особой отрасли управления, и высший государственный чиновник, непосредственно подчинённый главе государства, заведует целой отраслью управления. Министр — как правило, должностное лицо, государственный деятель, который занимает должность в национальном, региональном, непризнанном и так далее правительстве. В других языках данная должность может называться по другому.

## Происхождение
Термин министр (фр. ministre от лат. minister — слуга) — родовое название руководителей наиболее важных органов государственного управления, входящих в структуру правительства — министерств. В различных государствах называются по-разному, в федерациях США, Великобритании, Мексике и некоторых других государствах все или часть министров именуются государственными секретарями, в Великобритании отдельных министров называют канцлерами (Канцлер казначейства и канцлер герцогства Ланкастерского) и так далее.

## Статус и назначение
Во многих государствах и странах существует деление министров на особые категории. Например, в Великобритании существуют:
- Министры, возглавляющие отраслевые министерства;
- Министры без портфеля — члены правительства, не руководящие министерствами, но выполняющие отдельные поручения премьер-министра и имеющие право решающего голоса на заседаниях правительства;
- Государственные министры, являющиеся фактически заместителями глав министерств;
- Младшие министры — парламентские секретари, обеспечивающие связь министров с парламентом.

Конституционно-правовой статус  и фактическая роль министров в разных государствах существенно различаются. Так, в конституционном праве современных государств существуют три основных подхода в вопросе о совместимости должности министра с депутатским мандатом.
В первой группе, особенно использующие Вестминстерскую систему, (Великобритания, Ирландия, Канада, Австралия) такое совмещение необходимо, во второй (ФРГ, Италия, Австрия, Польша) — допускается, в третьей (Россия, Болгария, Литва, Норвегия, Нидерланды) — запрещено. Фактическая роль министров различается в связи с тем, что в парламентарных государствах должности министров занимают, как правило, профессиональные политики, а в президентских республиках — профессиональные администраторы (кадровые сотрудники).
В некоторых странах (например, в США, Мексике) вместо слова министр используют слово секретарь или государственный секретарь. В некоторых восточных государствах используют персидское слово везир (визирь).

## Типы министров
Приведены примеры министерских должностей (не все):
- Премьер-министр (Председатель Правительства);
- Министр иностранных дел (Государственный секретарь);
- Министр цифрового развития;
- Министр финансов;
- Министр обороны (военный министр);
- Министр внутренних дел;
- Министр юстиции;
- Министр информации;
- Министр по вопросам окружающей среды;
- Министр образования;
- Министр здравоохранения;
- Министр культуры;
- Министр труда;
- Министр связи;
- Министр социального обеспечения;
- Министр сельского хозяйства;
- Министр транспорта;
- Министр торговли;
- Министр энергетики;
- Министр общественных работ;
- Министр по делам молодёжи и спорта;
- Министр по делам религий;
- Министр экономического развития;
- Министр без портфеля;
- и так далее.

## Другое
- В ряде протестантских церквях, в частности, в методистских, пресвитерианских и конгрегационалистских, — священнослужитель.